# Droogbedcentrum
Het Droogbedcentrum (officieel: Droogbed- en bekkencentrum) is een Nederlandse organisatie voor onderzoek en behandeling van bedplassen en incontinentie. Ook andere klachten veroorzaakt door het niet goed functioneren van de bekkenbodem kunnen hier worden behandeld. Het Droogbedcentrum bestaat uit vier onderdelen, te weten:
- Droogbed- en Bekken Behandelcentrum
- Stichting Bedplassen Nederland (patiëntenvereniging)
- Kenniscentrum Bedplassen (onderzoekscentrum)

Het centrum is gevestigd in Meppel als onderdeel van het Diaconessenhuis.
Het Droogbedcentrum verzorgt cursussen en trainingsprogramma's voor kinderen en volwassenen. Dit kan in de vorm van een aantal dagbehandelingen of met een opname voor vier nachten in het centrum.
Na afloop van de Droogbedcursus wordt ter ondersteuning nog een jaar telefonisch contact onderhouden met de deelnemers. De frequentie van deze telefoongesprekken neemt in de loop van het jaar af.